# Przystajń
Przystajń – wieś w Polsce, położona w województwie śląskim, w powiecie kłobuckim, w gminie Przystajń, w Częstochowskim Obszarze Rudonośnym. 
Wieś jest siedzibą gminy Przystajń.
Przez Przystajń przebiega droga wojewódzka nr 494.

## Nazwa
Nazwę miejscowości w zlatynizowanej formie Przyestan villa wymienia w latach (1470–1480) Jan Długosz w księdze Liber beneficiorum dioecesis Cracoviensis.

## Integralne części wsi
| SIMC    | Nazwa    | Rodzaj    |
| ------- | -------- | --------- |
| 0143917 | Borlocha | część wsi |

## Historia
Miejscowość powstała w drugiej połowie XIV wieku w akcji kolonizacyjnej Władysława Opolczyka, który otrzymał od Ludwika Węgierskiego przyległe do Księstwa Opolskiego obszary Królestwa Polskiego. W 1374 książę Władysław wydał prawo na założenie tu kuźnicy (huty). Pierwsze źródłowe potwierdzenia funkcjonowania miejscowości pochodzą z 1385 i 1394 roku. Przed 1406 istniała już parafia dekanatu Lelów archidiecezji krakowskiej. Jako właściciela miejscowości Jan Długosz w księdze Liber beneficiorum dioecesis Cracoviensis napisanej w latach (1470–1480) podaje ród Mikołajowskich herbu Wysz. Znaczący rozwój nastąpił po 1590, kiedy Mikołaj Wolski herbu Półkozic, Marszałek Wielki Koronny i starosta krzepicki, unowocześnił zakład hutniczy. Przystajń aż do rozbiorów Polski należała do powiatu lelowskiego województwa krakowskiego.
Po II rozbiorze Polski w 1793 roku miejscowość przejściowo była pod panowaniem pruskim do czasu utworzenia (Księstwa Warszawskiego, choć pozostała blisko granicy z Królestwem Prus (od 1871 Niemcami). Od 1815 roku była częścią Królestwa Polskiego pod panowaniem Imperium Rosyjskiego (zabór rosyjski).
W 1918 roku, po odzyskaniu przez Polskę niepodległości, Przystajń stała się częścią województwa kieleckiego. W pierwszej połowie 1936 roku doszło do ekscesów o podłożu antysemickim.
We wrześniu 1939 roku miejscowość znalazła się pod okupacją niemiecką i została bezpośrednio włączona do Rzeszy. 
W okresie okupacji doszło do wymordowania społeczności żydowskiej, a także dokonywano licznych mordów i egzekucji na miejscowych Polakach. Okupacja niemiecka zakończyła się w styczniu 1945 roku.
W latach 1954-1972 wieś była siedzibą gromady Przystajń, po reformie gminy Przystajń.  
W latach 1975–1998 wieś administracyjnie należała do województwa częstochowskiego. 

## Zabytki
Zabytki wpisane do rejestru zabytków:
- Kościół pod wezwaniem Przenajświętszej Trójcy

Natomiast do wojewódzkiej ewidencji zabytków wpisane są:
- Układ urbanistyczny rynku
- Miejsce po cmentarzu przykościelnym
- Cmentarz rzymsko-katolicki (ul. Pamięci Katynia)
- Cmentarz rzymsko-katolicki (ul. Kościelna)
- Ratusz (sukiennice)
- Dom (plebania)